# ساسکیا وبر
ساسکیا وبر (انگلیسی: Saskia Webber؛ زادهٔ ۱۳ ژوئن ۱۹۷۱) بازیکن فوتبال در پست دروازه‌بان اهل ایالات متحده آمریکا است.

## باشگاهی
از باشگاه‌هایی که در آن بازی کرده‌است می‌توان به نیویورک پاور اشاره کرد.

## تیم ملی
وی همچنین در تیم ملی فوتبال زنان ایالات متحده آمریکا بازی کرده‌است.

## جوایز و افختارات
وی در مسابقات کشوری و بین‌المللی در مجموع برندهٔ ۲ مدال طلا شده‌است.